# Protaphreutis leucopsamma
Protaphreutis leucopsamma är en fjärilsart som beskrevs av Edward Meyrick 1930. Protaphreutis leucopsamma ingår i släktet Protaphreutis och familjen äkta malar.
Artens utbredningsområde är Mauritius. Inga underarter finns listade i Catalogue of Life.